# Шебалінська сільська рада
Шеба́лінська сільська рада (рос. Шебалинский сельский совет) — сільське поселення у складі Бійського району Алтайського краю Росії.
Адміністративний центр — село Шебаліно.

## Населення
Населення — 895 осіб (2019; 1276 в 2010, 1711 у 2002).

## Склад
До складу сільської ради входять:
| Населений пункт | Населення, осіб (2002) | Населення, осіб (2010) |
| --------------- | ---------------------- | ---------------------- |
| Степний, селище | 148                    | 29                     |
| Шебаліно, село  | 1563                   | 1247                   |